# جوك وير
جوك وير (بالإنجليزية: Jock Weir)‏ (20 أكتوبر 1923 في المملكة المتحدة - 9 يناير 2003 في المملكة المتحدة) هو لاعب كرة قدم بريطاني (وحمل سابقاً جنسية المملكة المتحدة لبريطانيا العظمى وأيرلندا) في مركز جناح ‏. لعب مع بلاكبيرن روفرز وبورتاداون ونادي دمبرتون ونادي سانت إيلي تاون ونادي سلتيك ونادي فالكيرك ونادي هيبرنيان.